# Единбург-Веверлі
55°57′07″ пн. ш. 3°11′20″ зх. д. / 55.952° пн. ш. 3.189° зх. д.
Веверлі (англ. Edinburgh Waverley railway station) — найбільша залізнична станція шотландської столиці Единбург. Станція має площу 10 000 м² у центрі міста і є другою за величиною залізничною станцією Великої Британії, поступаючись лише лондонському вокзалу Ватерлоо. За пасажиропотоком (понад 16 млн пасажирів на рік) Веверлі є другою у Шотландії після Глазго-Сентрал.

## Розташування
Розташована у низині між середньовічним Старим містом та Новим містом XVIII століття. Над вокзалом споруджено сталевий Північний міст, а міст Веверлі є одним із головних входів у вокзал.

## Історія

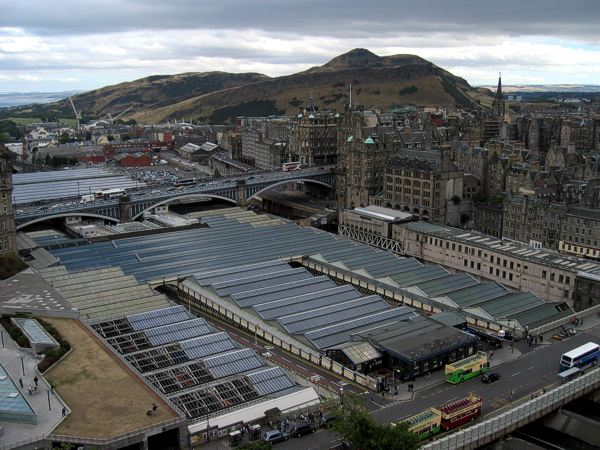
Вид на станцію монумент Скотта

Раніше на місці вокзалу знаходилося озеро Нор-Лох, яке зі зростанням населення міста перетворилося на смердючий водосток. Зростаючому місту був потрібен новий простір, і через топографічні труднощі розширення меж — Единбург розташований між скелями — було прийнято рішення осушити озеро, яке виконали в 1820. Більшість отриманої території була зайнята під парк Принцес-стріт.
З розвитком залізничного сполучення у Великій Британії, в осушеній долині в 1840-х влаштувалися три залізничні компанії. Загальна назва Веверлі закріпилася за станціями близько 1854 завдяки серії романів «Веверлі» шотландця Вальтера Скотта.
У 1868 році компанія North British Railway скупила станції конкурентів і потім знесла їх. На їх місці було збудовано вокзал у вікторіанському стилі, який було розширено наприкінці XIX століття.
У 1902 році поруч з вокзалом збудовано розкішний North British Hotel (нині готель Balmoral) для подорожуючих через Единбург. Вокзал використовували свого часу компанії North British Railway, LNER, British Rail, Railtrack і в даний момент Network Rail.
Веверлі  був і залишається до цього дня основною залізничною станцією міста. У 1870-1965 в Единбурзі була ще одна велика станція Принцес-стріт, проте вона була не настільки значуща, як Веверлі.

## Напрямки
Знаходиться на перетині East Coast Main Line та единбурзького відгалуження West Coast Main Line. Курсують прямі поїзди до Борнмут і Манчестер. Також можна дістатися практично до будь-якого населеного пункту Шотландії, а саме є сполучення зі станціями Глазго — Глазго-Сентрал та Квін-стріт.